# La Chapelle-Janson
La Chapelle-Janson [la ʃapɛl ʒɑ̃sɔ̃] (bretonisch: Chapel-Yent; Gallo: La Chapèll-Janczon) ist eine ehemalige französische Gemeinde mit 1.501 Einwohnern (Stand: 1. Januar 2022) im Département Ille-et-Vilaine in der Region Bretagne; sie gehörte zum Arrondissement Fougères-Vitré. Die Einwohner werden Jansonnais und Jansonnaises genannt.
Der Erlass vom 26. September 2023 legte mit Wirkung zum 1. Januar 2024 die Eingliederung von La Chapelle-Janson als Commune déléguée zusammen mit der früheren Gemeinde Fleurigné zur neuen Commune nouvelle La Chapelle-Fleurigné fest.

## Geografie
La Chapelle-Janson liegt an der Grenze zum Département Mayenne, etwa 50 Kilometer ostnordöstlich von Rennes und etwa acht Kilometer östlich von Fougères.
Umgeben wird La Chapelle-Janson von den Nachbargemeinden und der Commune déléguée:
| Fleurigné (Commune déléguée) |                                             | Larchamp (Mayenne)     |
| Beaucé                       | Kompassrose, die auf Nachbargemeinden zeigt |                        |
| La Selle-en-Luitré           | Luitré-Dompierre                            | La Pellerine (Mayenne) |

## Bevölkerungsentwicklung

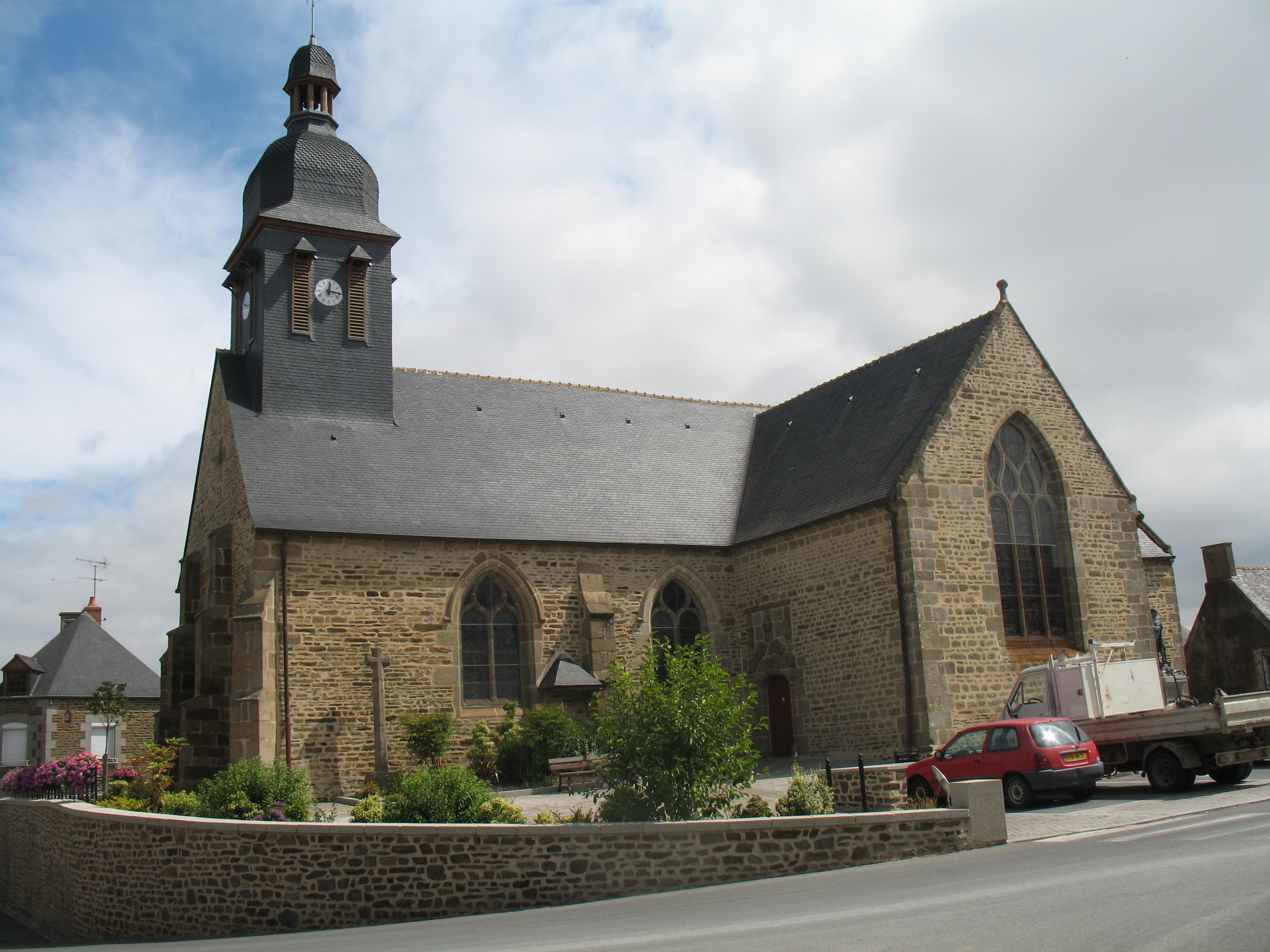
Kirche Saint-Lezin

| La Chapelle-Janson: Einwohnerzahlen von 1793 bis 2021                                                                      | La Chapelle-Janson: Einwohnerzahlen von 1793 bis 2021 | La Chapelle-Janson: Einwohnerzahlen von 1793 bis 2021 | La Chapelle-Janson: Einwohnerzahlen von 1793 bis 2021 | La Chapelle-Janson: Einwohnerzahlen von 1793 bis 2021 |
| --- | ----------------------------------------------------- | ----------------------------------------------------- | ----------------------------------------------------- | ----------------------------------------------------- |
| Jahr |                                                       |                                                       |                                                       | Einwohner                                             |
| 1793 | 1793                                                  |                                                       | 2.100                                                 | 2.100                                                 |
| 1800 | 1800                                                  |                                                       | 2.089                                                 | 2.089                                                 |
| 1806 | 1806                                                  |                                                       | 2.113                                                 | 2.113                                                 |
| 1821 | 1821                                                  |                                                       | 1.876                                                 | 1.876                                                 |
| 1831 | 1831                                                  |                                                       | 2.013                                                 | 2.013                                                 |
| 1836 | 1836                                                  |                                                       | 2.031                                                 | 2.031                                                 |
| 1841 | 1841                                                  |                                                       | 2.010                                                 | 2.010                                                 |
| 1846 | 1846                                                  |                                                       | 1.909                                                 | 1.909                                                 |
| 1851 | 1851                                                  |                                                       | 2.010                                                 | 2.010                                                 |
| 1856 | 1856                                                  |                                                       | 1.929                                                 | 1.929                                                 |
| 1861 | 1861                                                  |                                                       | 1.882                                                 | 1.882                                                 |
| 1866 | 1866                                                  |                                                       | 1.830                                                 | 1.830                                                 |
| 1872 | 1872                                                  |                                                       | 1.736                                                 | 1.736                                                 |
| 1876 | 1876                                                  |                                                       | 1.813                                                 | 1.813                                                 |
| 1881 | 1881                                                  |                                                       | 1.750                                                 | 1.750                                                 |
| 1886 | 1886                                                  |                                                       | 1.680                                                 | 1.680                                                 |
| 1891 | 1891                                                  |                                                       | 1.709                                                 | 1.709                                                 |
| 1896 | 1896                                                  |                                                       | 1.665                                                 | 1.665                                                 |
| 1901 | 1901                                                  |                                                       | 1.612                                                 | 1.612                                                 |
| 1906 | 1906                                                  |                                                       | 1.654                                                 | 1.654                                                 |
| 1911 | 1911                                                  |                                                       | 1.581                                                 | 1.581                                                 |
| 1921 | 1921                                                  |                                                       | 1.338                                                 | 1.338                                                 |
| 1926 | 1926                                                  |                                                       | 1.351                                                 | 1.351                                                 |
| 1931 | 1931                                                  |                                                       | 1.323                                                 | 1.323                                                 |
| 1936 | 1936                                                  |                                                       | 1.337                                                 | 1.337                                                 |
| 1946 | 1946                                                  |                                                       | 1.309                                                 | 1.309                                                 |
| 1954 | 1954                                                  |                                                       | 1.290                                                 | 1.290                                                 |
| 1962 | 1962                                                  |                                                       | 1.237                                                 | 1.237                                                 |
| 1968 | 1968                                                  |                                                       | 1.108                                                 | 1.108                                                 |
| 1975 | 1975                                                  |                                                       | 1.041                                                 | 1.041                                                 |
| 1982 | 1982                                                  |                                                       | 1.140                                                 | 1.140                                                 |
| 1990 | 1990                                                  |                                                       | 1.244                                                 | 1.244                                                 |
| 1999 | 1999                                                  |                                                       | 1.156                                                 | 1.156                                                 |
| 2006 | 2006                                                  |                                                       | 1.237                                                 | 1.237                                                 |
| 2015 | 2015                                                  |                                                       | 1.434                                                 | 1.434                                                 |
| 2021 | 2021                                                  |                                                       | 1.492                                                 | 1.492                                                 |
| Quelle(n): EHESS/Cassini bis 1999, INSEE ab 2006 Anmerkung(en): Ab 1962 offizielle Zahlen ohne Einwohner mit Zweitwohnsitz |                                                       |                                                       |                                                       |                                                       |

## Sehenswürdigkeiten
- Kirche Saint-Lézin mit ältesten Teilen aus dem 15. Jahrhundert mit den Fenstern Verkündigung des Herrn und Tod Mariens
- Herrenhaus Monfromerie aus dem 17. Jahrhundert
- Herrenhaus La Lande aus dem 16. Jahrhundert

## Persönlichkeiten
- Joseph Groussard (* 1934), Radrennfahrer, französischer Radrennfahrer, geboren in La Chapelle-Janson
- Georges Groussard (* 1937), Radrennfahrer, französischer Radrennfahrer, geboren in La Chapelle-Janson